# Rolleville
Rolleville är en kommun i departementet Seine-Maritime i regionen Normandie i norra Frankrike. Kommunen ligger i kantonen Montivilliers som tillhör arrondissementet Le Havre. År 2022 hade Rolleville 1 217 invånare.

## Befolkningsutveckling
Antalet invånare i kommunen Rolleville
| Referens: INSEE |